# Fan Shamali
Fan Shamali (tiếng Ả Rập: فان شمالي, cũng đánh vần al-Fan Ashamali hoặc Fan esh-Shemali) là một ngôi làng ở miền bắc Syria, một phần hành chính của Tỉnh Hama, nằm ở phía đông bắc của Hama. Các địa phương lân cận bao gồm Suran và Kawkab về phía tây, Ma'an về phía tây bắc, Atshan ở phía bắc, Qasr Abu Samrah về hướng đông bắc, al-Hamraa về phía đông, Sabburah về phía đông nam, Quạt Qibli và Zighrin ở phía nam và Maar Shahur về phía tây nam. Theo Cục Thống kê Trung ương Syria, Fan Shamali có dân số 1.877 người trong cuộc điều tra dân số năm 2004. Cư dân của nó chủ yếu là người Hồi giáo Sunni, mặc dù hầu hết các ngôi làng và thôn xóm xung quanh đều có người Alawites sinh sống.
Fan Shamali chứa tàn tích của một tòa tháp Byzantine có niên đại từ năm 576 CE.
Đầu tháng 9 năm 2012, trong cuộc nội chiến ở Syria, các nhà hoạt động đối lập đã báo cáo rằng một "vụ thảm sát" xảy ra ở Fan al-Shamali được thực hiện bởi các thành viên địa phương của Shabiha, một dân quân thân chính phủ. Theo các nhà hoạt động, ít nhất 30 cư dân đã thiệt mạng, bao gồm cả phụ nữ và trẻ em.